# 第百六号哨戒艇
第百六号哨戒艇（だいひゃくろくごうしょうかいてい）は、日本海軍の捕獲艦艇の一つ。終戦時改造工事未了。元オランダのヴァン・ガレン級駆逐艦バンケルト。

## 艇歴
1930年（昭和5年）に竣工し、日本軍の爆撃で損傷後、スラバヤで自沈した。日本海軍が引き上げ、兵装は全て日本海軍のものと交換した。1944年4月20日、第百六号哨戒艇と命名、哨戒艇に類別、本籍を呉鎮守府に定められる。第二南遣艦隊附属に編入。終戦時にまだ工事が完了していなかった。1947年（昭和22年）5月3日除籍。終戦後オランダ海軍が接収し、1949年（昭和24年）9月にマデラ海峡で標的として撃沈。
第百六号哨戒艇長
1. 田中武一 大尉：1944年7月15日[7] - 1944年8月20日[8]、以後哨戒艇長の発令は無い。

## 要目
- 基準排水量：1,316トン
- 垂線間長：98.0m
- 全幅：9.5m
- 吃水：3.0m

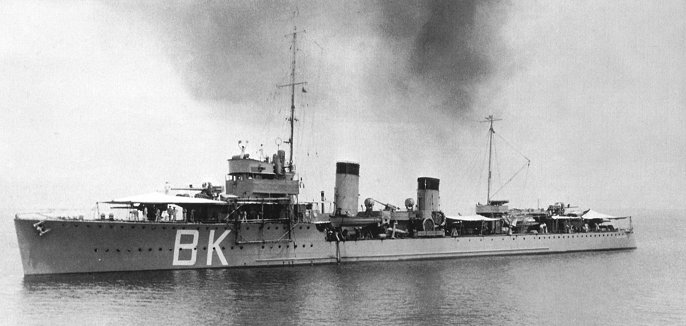
駆逐艦バンケルト

- 機関：重油専焼水管缶4基+ギヤード・タービン2基2軸推進
- 速力：26ノット[9]
- 定員：140名[10]、ただし定員を置かず[11]
- 兵装
  - 40口径三年式8cm高角砲 単装2基2門
  - 25mm機銃 3連装4基12門
  - 爆雷 24個
- その他：大発動艇2隻搭載